# Moon Studios
Moon Studios — австрійський розробник відеоігор, що базується у Відні. Студія була заснована у 2010 році та відома за розробку пригодницьких платформерів Ori and the Blind Forest та Ori and the Will of the Wisps.

## Історія
Moon Studios була заснована у 2010 році Томасом Малером і Геннадієм Королем. Успіх таких інді-ігор, як Castle Crashers, Limbo та Braid, спонукав Малера покинути Blizzard Entertainment, у якій він працював на той час, та заснувати незалежну студію. Назва студії була натхнена цитатою Джона Ф. Кеннеді «We choose to go to the Moon» (укр. Ми вирішили летіти на Місяць). Малер описав Moon як «віртуальну студію», адже замість того, щоби орендувати офіс, команда дистанційно наймала співробітників з усього світу. Штаб-квартира студії розташовується у Відні, рідному місті Малера.
Зібравши команду, Moon Studios розпочала створювати ігрові прототипи, включно з Warsoup, шутером від першої особи з елементами стратегії в реальному часі, і Sein з елементами метроїдванії та платформера. Хоча студія пропонувала видавцям Warsoup насамперед, компанію Microsoft зацікавила Sein і вона вирішила придбати права на інтелектуальну власність. Розробка Sein, яка пізніше отримала назву Ori and the Blind Forest, зайняла чотири роки. Крім основної команди, що складалася з 10 осіб, над розробкою також працювали кілька підрядників. Ori and the Blind Forest, яка була випущена в березні 2015 року, отримала визнання критиків і окупила витрати на розробку протягом тижня. Її продовження, Ori and the Will of the Wisps, було випущено в березні 2020 року.
Після успіху Ori and the Blind Forest, студія значно розширилася; вона працевлаштовує більш ніж 80 осіб із понад 43 країн станом на березень 2020 року. Щоби полегшити спілкування між співробітниками, студія створила комунікаційну програму Apollo. Moon також організувала щорічні виїзні семінари, щоби команда могла згуртуватися.
У грудні 2019 року було повідомлено, що Moon Studios працює над рольовим бойовиком, який буде видано Private Division.

## Список відеоігор
| Рік  | Назва                         | Платформа(и)                                                  | Видавець          |
| ---- | ----------------------------- | ------------------------------------------------------------- | ----------------- |
| 2015 | Ori and the Blind Forest      | Microsoft Windows, Nintendo Switch, Xbox One                  | Microsoft Studios |
| 2020 | Ori and the Will of the Wisps | Microsoft Windows, Nintendo Switch, Xbox One, Xbox Series X/S | Xbox Game Studios |
| 2024 | No Rest for the Wicked        | Microsoft Windows, Play Station, Xbox One                     | Private Division  |